# Barytarbes pectoralis
Barytarbes pectoralis là một loài tò vò trong họ Ichneumonidae.